# Rowan County (Kentucky)
Rowan County is een county in de Amerikaanse staat Kentucky.
De county heeft een landoppervlakte van 727 km² en telt 22.094 inwoners (volkstelling 2000). De hoofdplaats is Morehead.

## Bevolkingsontwikkeling

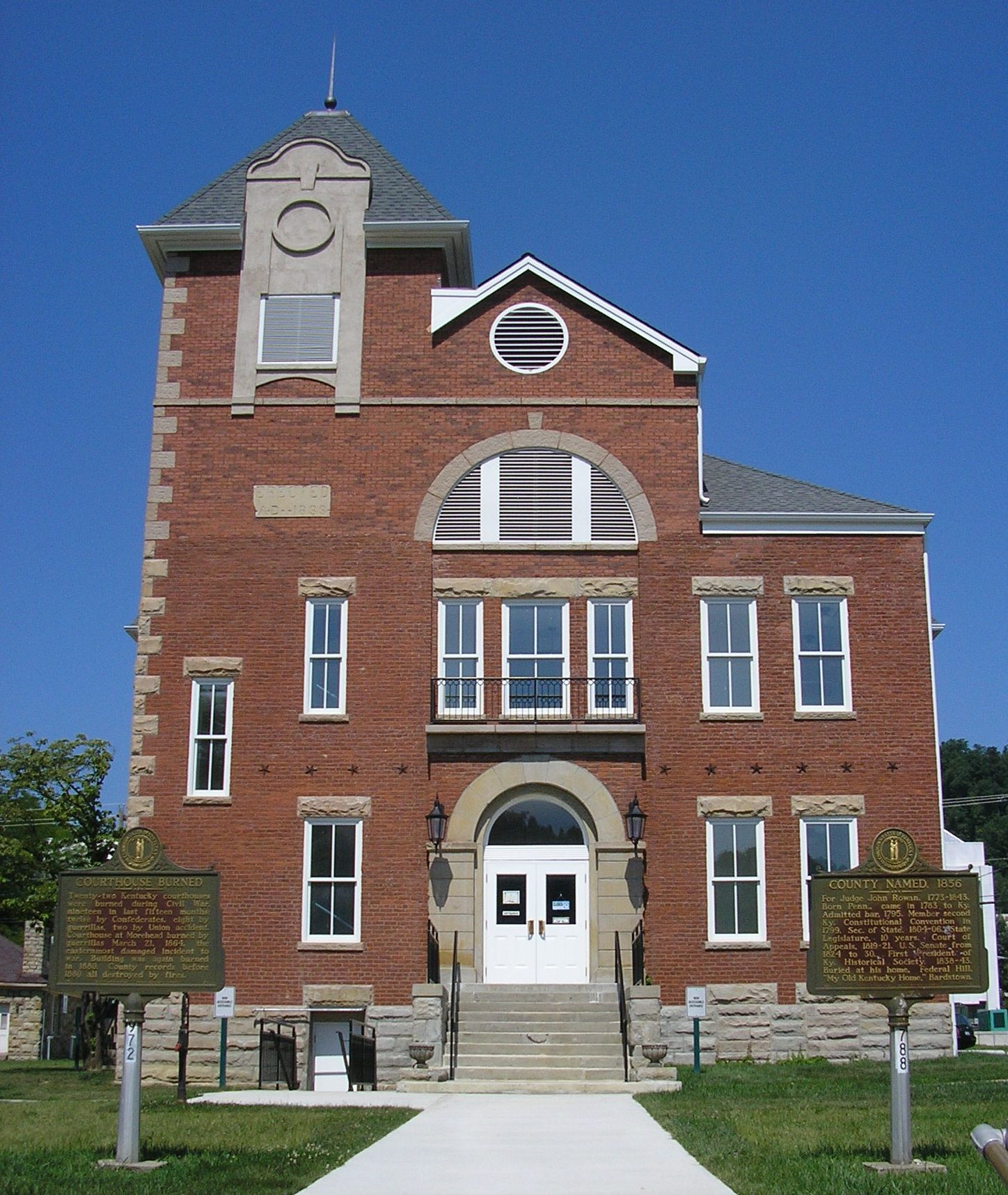
Rowan County Courthouse